# Вільянді
Ві́льянді (ест. Viljandi, нім. Fellin/Феллін) — місто в Естонії, столиця повіту Вільяндімаа.

## Історія
Відоме з 1154, коли арабський географ Ідрісі (1100—1166) вперше наніс його на карту світу — FLMWS (1211 — згадка у хроніці «Heinrici Chronicon Livoniae»). Засноване магістром Лівонського ордену Віллекіном де Ендорп у 1283 році і надалі стало одним з головних міст Лівонського ордену.
Член Ганзейського союзу з початку XIV століття.

## Природа
На околиці міста розташоване озеро Вільянді.

### Клімат
Місто знаходиться у зоні, котра характеризується вологим континентальним кліматом з теплим літом. Найтепліший місяць — липень із середньою температурою 16.9 °C (62.4 °F). Найхолодніший місяць — лютий, із середньою температурою -5.1 °С (22.8 °F).
| Клімат Вільянді         | Клімат Вільянді | Клімат Вільянді | Клімат Вільянді | Клімат Вільянді | Клімат Вільянді | Клімат Вільянді | Клімат Вільянді | Клімат Вільянді | Клімат Вільянді | Клімат Вільянді | Клімат Вільянді | Клімат Вільянді | Клімат Вільянді |
| Показник                | Січ.            | Лют.            | Бер.            | Квіт.           | Трав.           | Черв.           | Лип.            | Серп.           | Вер.            | Жовт.           | Лист.           | Груд.           | Рік             |
| Абсолютний максимум, °C | 7,6             | 10,5            | 15,7            | 27,3            | 30,9            | 31,5            | 34,2            | 34,5            | 29              | 21,5            | 11,9            | 9               | 34,5            |
| Середній максимум, °C   | −2,2            | −2,2            | 2,5             | 9,6             | 16,7            | 20,5            | 22              | 20,7            | 14,8            | 8,9             | 2,6             | −0,7            | 9,4             |
| Середня температура, °C | −4,8            | −5,1            | −1,2            | 4,7             | 11,1            | 15,1            | 16,9            | 15,7            | 10,4            | 5,7             | 0,4             | −3,1            | 5,5             |
| Середній мінімум, °C    | −7,4            | −8,2            | −4,4            | 0,5             | 5,6             | 10              | 12,1            | 11,4            | 7               | 2,9             | −1,8            | −5,6            | 1,8             |
| Абсолютний мінімум, °C  | −34,6           | −33,5           | −25,5           | −11,6           | −5              | 0,1             | 3,6             | 1,5             | −4,4            | −12,9           | −20,3           | −34,7           | −34,7           |
| Норма опадів, мм        | 57              | 40              | 39              | 36              | 50              | 79              | 80              | 83              | 72              | 73              | 66              | 61              | 735             |
| Днів з опадами          | 13              | 10              | 9               | 8               | 8               | 10              | 10              | 11              | 12              | 12              | 13              | 14              | 130             |
| Днів з дощем            | 7               | 6               | 8               | 10              | 13              | 14              | 14              | 11              | 12              | 11              | 10              | 8               | 124             |
| Днів зі снігом          | 13              | 14              | 8               | 2               | 0               | 0               | 0               | 0               | 0               | 1               | 6               | 13              | 57              |
| Вологість повітря, %    | 88              | 85              | 79              | 72              | 66              | 72              | 75              | 79              | 84              | 86              | 89              | 89              | 80              |
| ----------------------- | --------------- | --------------- | --------------- | --------------- | --------------- | --------------- | --------------- | --------------- | --------------- | --------------- | --------------- | --------------- | --------------- |
| Джерело: Weatherbase    |                 |                 |                 |                 |                 |                 |                 |                 |                 |                 |                 |                 |                 |

## Український слід
Під час польсько-шведської війни у 1602 році у складі 15-тисячної польської армії воювало 8032 українських козаків, яких очолював гетьман Самійло Кішка. 16 травня, під час штурму фортеці Самійло Кішка загинув. Наступного дня гарнізон капітулював. Новим гетьманом запорожцями був обраний Гаврило Крутневич.
Йозеф Гренберг або Joseph Groenberg (1802—186?), магістр філософії та уродженець і випускник гімназії м. Вільянді (Феллін) викладав у 1828—1834 рр. у Харківському університеті.
Український музикант (екс-«Гайдамаки») Руслан Трочинський, який мешкає після одруження у Вільянді, заснував у місті фольк-роковий гурт «Свята Ватра».

## Відомі люди
- Август Алле (1890—1952) — естонський письменник, народився у місті.
- Яак Йоала (1950—2014) — естонський співак, музикант, педагог, народився у місті
- Раґнар Клаван — естонський гравець у футбол, народився у місті.
- Фрідріх Кулбарс — естонський письменник, помер у місті.
- Віктор Пускар — полковник Естонської армії під час війни за незалежність.
- Вадим Рудніцький (1978—2014) — український військовик, учасник російсько-української війни.

## Галерея

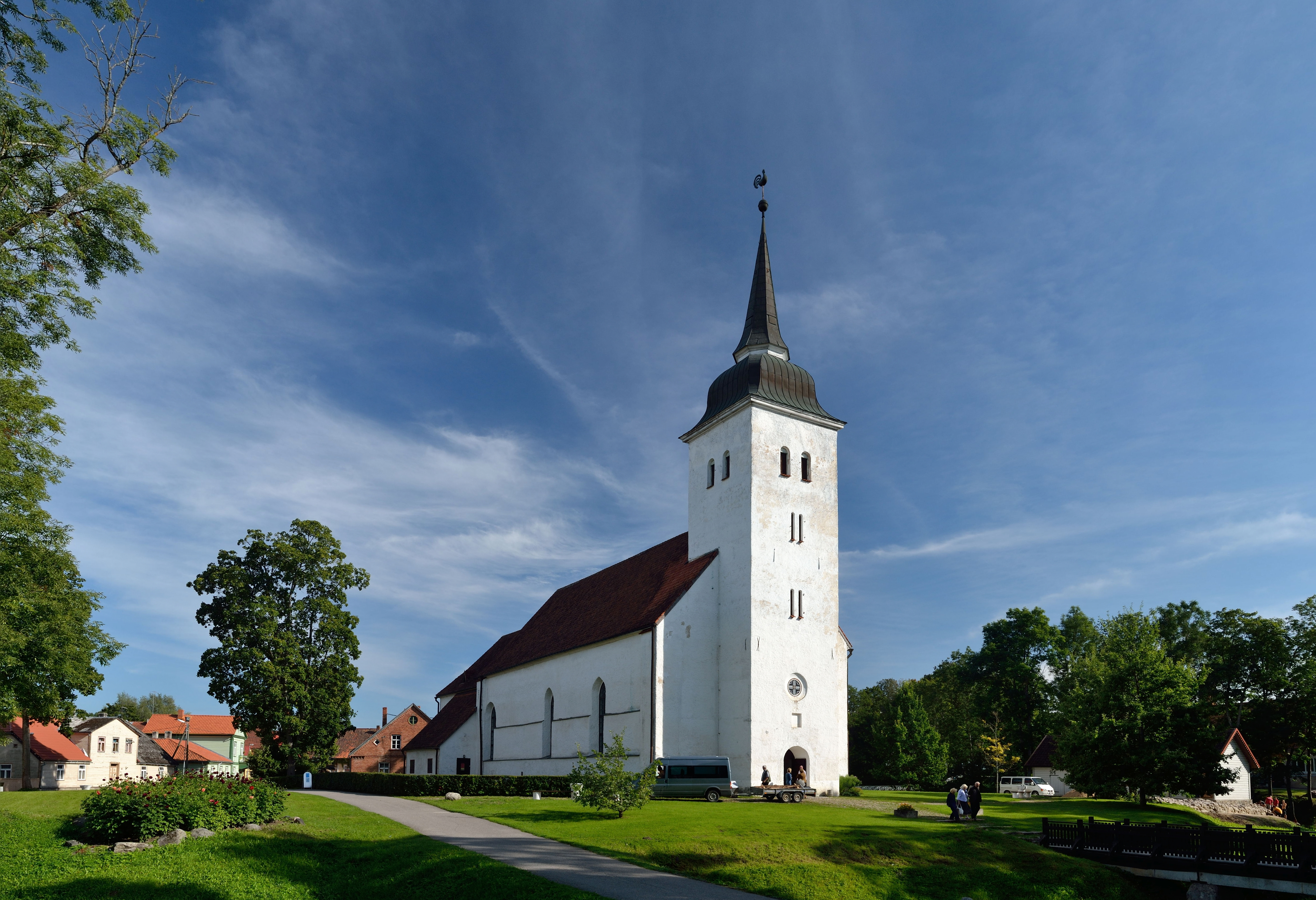
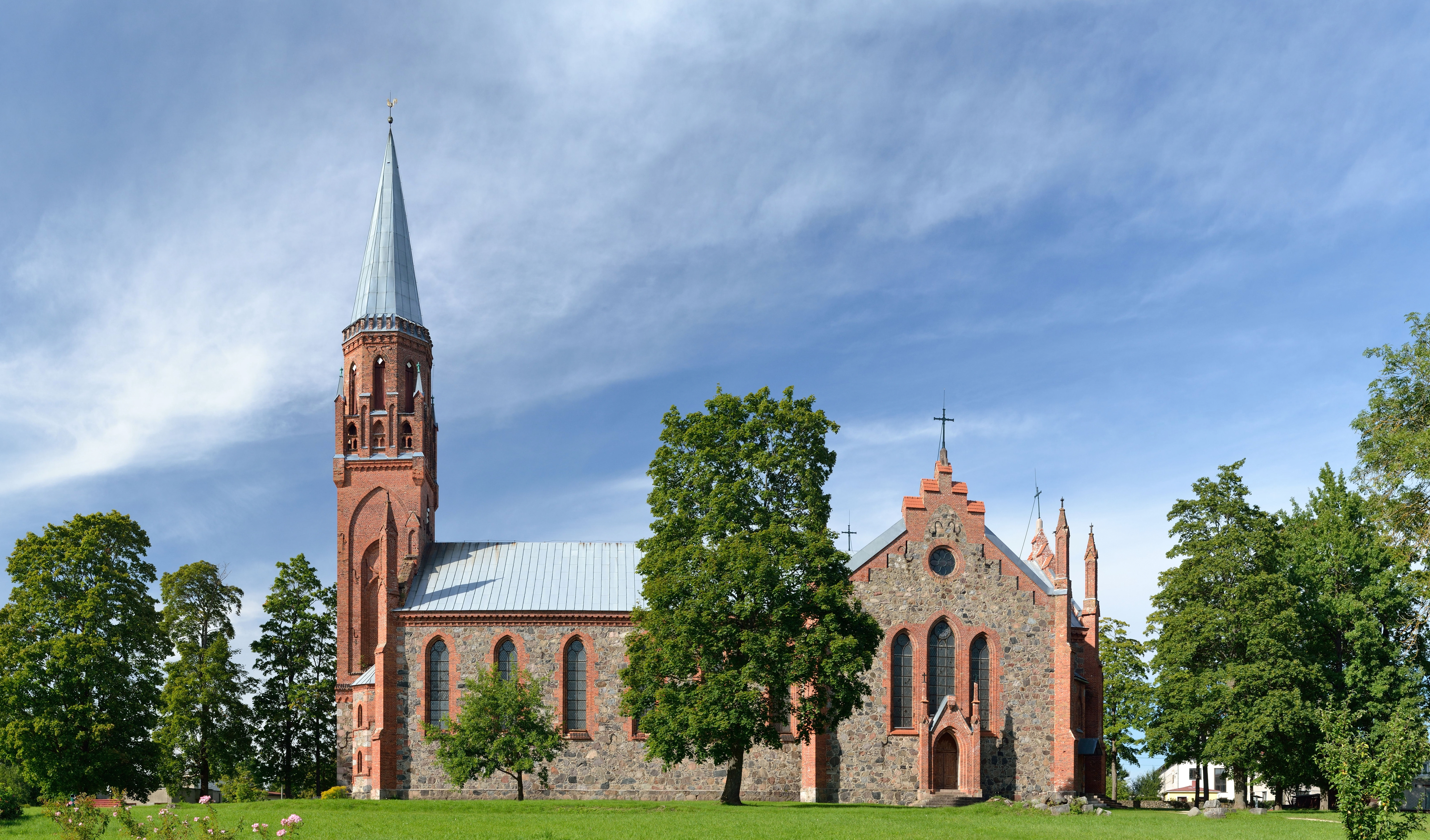
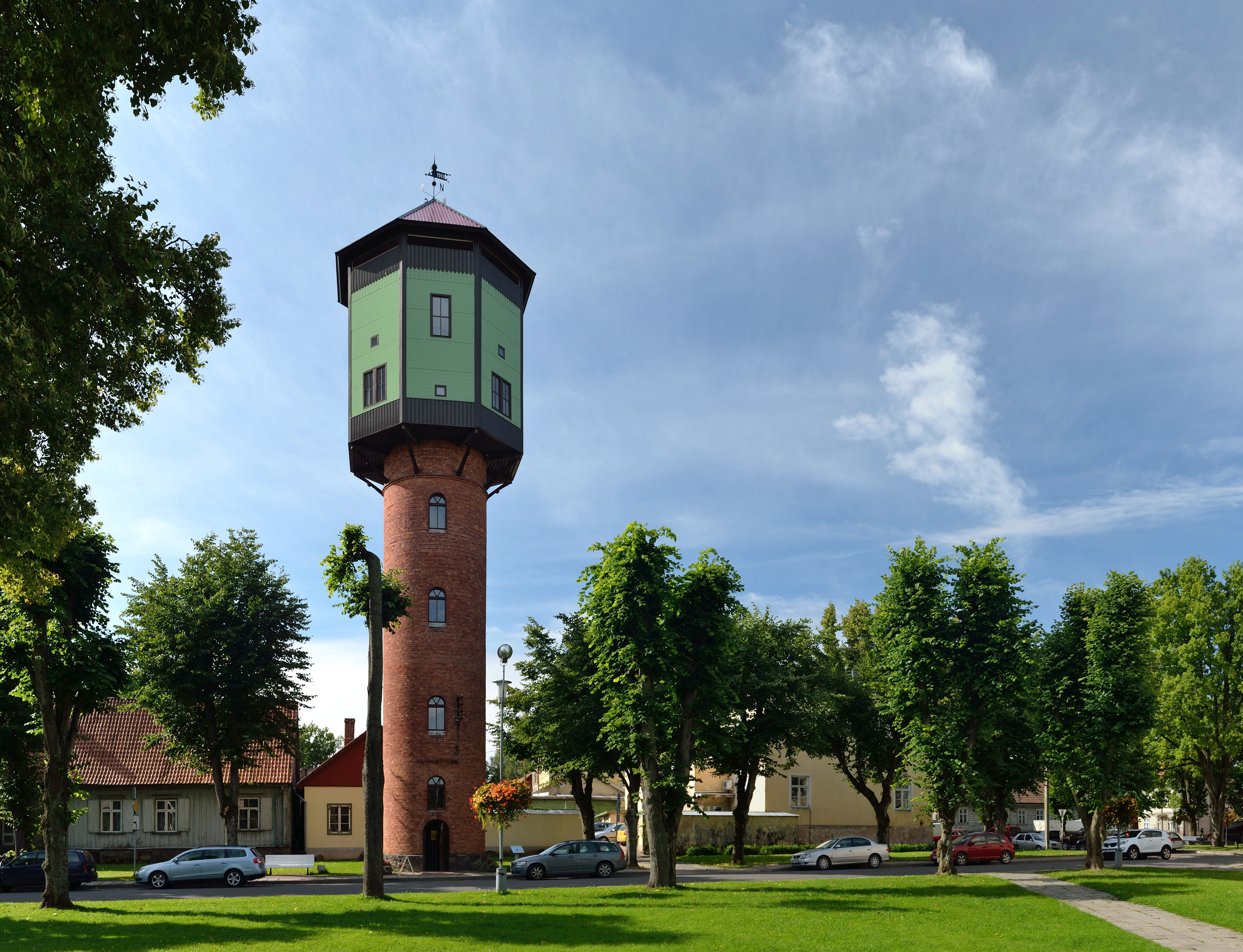
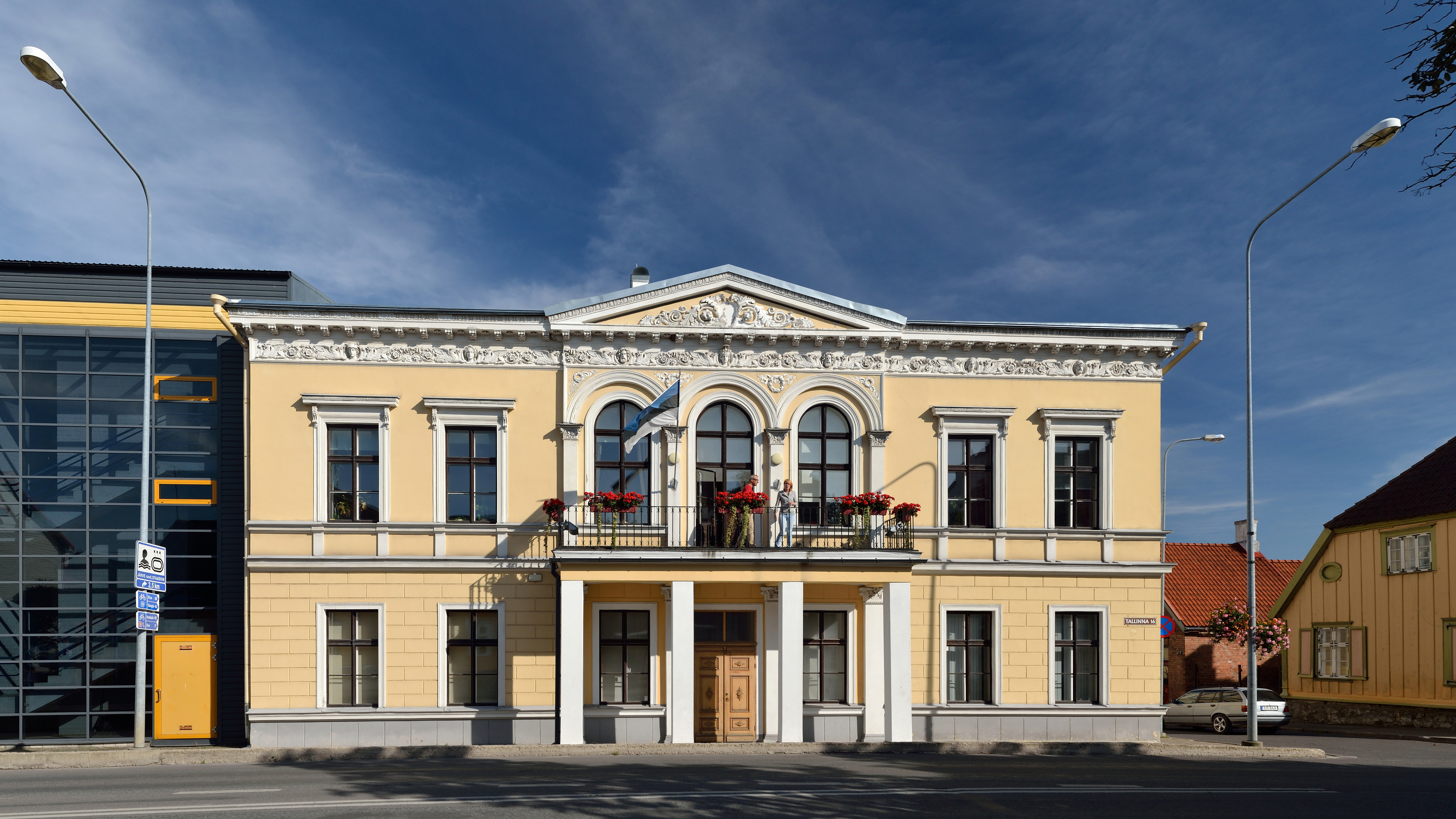
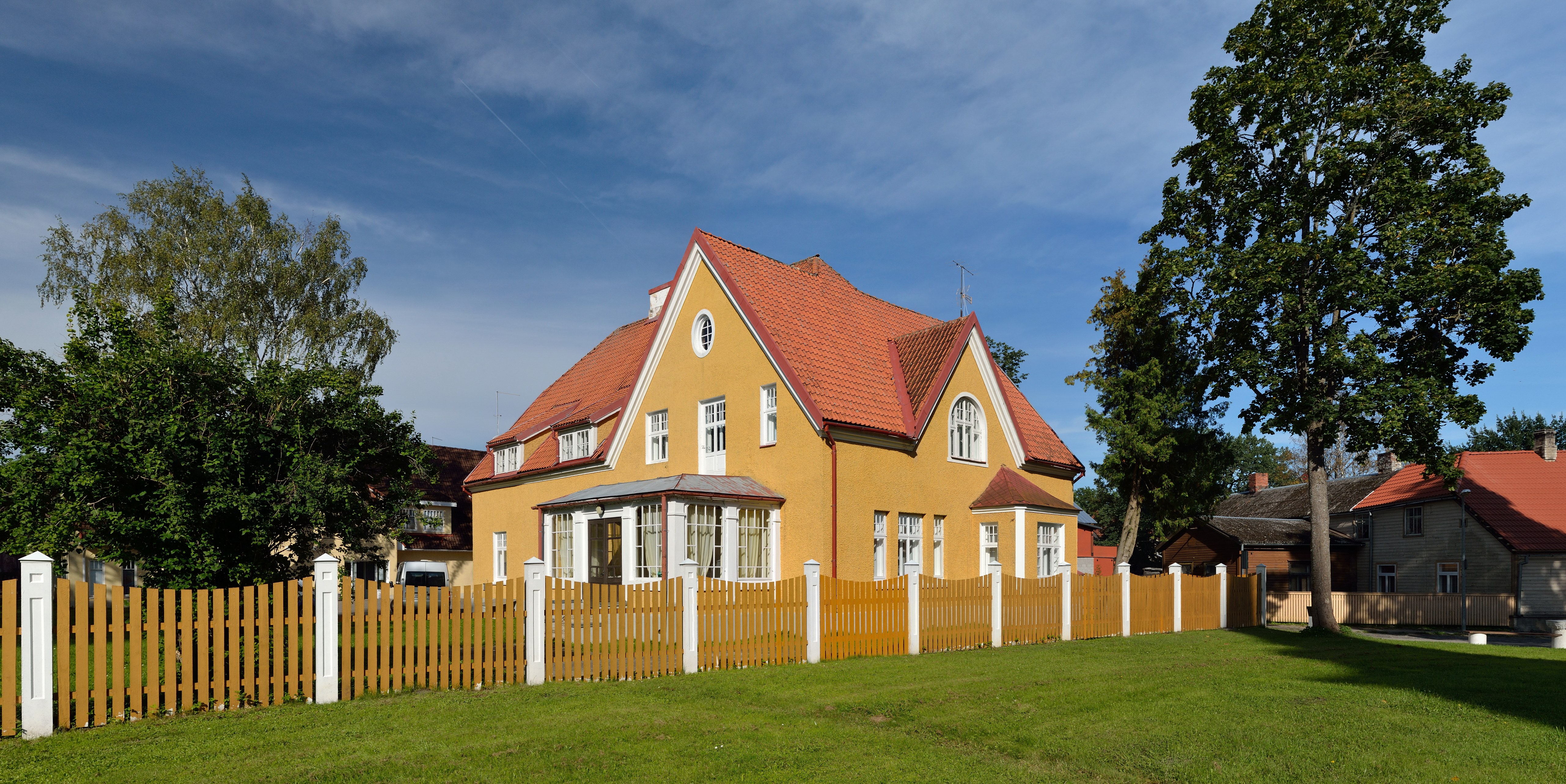